# Кочнев, Сёмен Иванович
Семён Иванович Ко́чнев (26 апреля 1886, Сосновка, Курганский уезд, Тобольская губерния — 1934) — русский и советский революционер и архивист.

## Биография
Родился в 1886 году. Уроженец деревни Сосновка, что в Тобольской губернии.
С 1902 года учился в Омске в учительской семинарии. В 1903 году стал членом движения революционеров, за что через год был отчислен из учебного заведения. Начиная с 1905 года в течение двух лет несколько раз был под арестом, подвергался высылке.
С 1907 года преподавал в селе Ясная Поляна. Затем спустя четыре года стал работать в Омске в переселенческом управлении (статистический отдел). Принимал участие в Первой мировой войне, сражался на Восточном фронте. В год возвращения из армии вступил в компартию. После установления советской власти работал в Омске: сначала с 1927 года был заведующим городского истпарта, затем с октября того же года управлял архивным бюро Омского округа, параллельно работал научным сотрудником в краевом музее, который в 1929 году возглавил. В должности главы учреждения оставался до 1934 года, в котором умер.
Написал свыше сорока статей на тему истории революционного движения и движения рабочих в городе.